# Austropsopilio fuscus
Espèce
Synonymes
- Tasmanopilio fuscus Hickman, 1957

Austropsopilio fuscus est une espèce d'opilions dyspnois de la famille des Acropsopilionidae.

## Distribution
Cette espèce est endémique de Tasmanie en Australie. Elle se rencontre sur le mont Wellington.

## Description
Le mâle holotype mesure 1,19 mm de long et 0,51 mm de large et la femelle paratype 1,26 mm de long et 0,51 mm de large.

## Systématique et taxinomie
Cette espèce a été décrite sous le protonyme Tasmanopilio fuscus par Hickman en 1957. Elle est placée dans le genre Austropsopilio par Shear en 1974, dans le genre Tasmanopilio par Cokendolpher et Maury en 1990 puis dans le genre Austropsopilio par Shear en 1996.

## Publication originale
- Hickman, 1957 : « Some Tasmanian harvestmen of the sub-order Palpatores. » Papers and proceedings of the Royal Society of Tasmania, vol. 91, p. 65–79.